# 錫恩
錫恩 (1856年—?)，号扆臣，江宁驻防滿洲鑲黃旗人，清朝政治人物、進士出身。
光緒九年（1883年），参加癸未科殿試，登進士二甲93名。同年五月，著以主事分部学习。